# Atlas linguistique du ladin des Dolomites et des dialectes limitrophes

L’Atlas linguistique du ladin des Dolomites et des dialectres limitrophes (Atlant linguistic dl ladin dolomitich y di dialec vejins en ladin, ALD) est un projet d'atlas linguistique du ladin dont la première partie a été publiée sur CD en 1998. Sa première partie (ALD-I) repose sur des données de phonétique et de morphologie élémentaire, et sa seconde partie (ALD-II) sur le lexique, la morphologie élaborée et la syntaxe.